# زنبق رادرفوردی
زنبق رادرفوردی (نام علمی: Iris rutherfordii) نام یک گونه از سرده زنبق است.